# 14. svibnja
14. svibnja (14. 5.) 134. je dan godine po gregorijanskom kalendaru (135. u prijestupnoj godini).
Do kraja godine ima još 231 dan.

## Događaji
- 1643. – Luj XIV postao je kralj Francuske i Navarre
- 1804. – Počela ekspedicija Lewisa i Clarka
- 1892. – Fra Lujo Marun pronašao je dio kamene trojne pregrade s Pralikom Gospe Velikoga Zavjeta u Biskupiji kod Knina
- 1948. – Proglašena Država Izrael
- 1955. – Potpisan Varšavski ugovor
- 1973. – Lansirana je američka svemirska postaja Skylab
- 2005. – Prva beatifikacija pape Benedikta XVI.

| - 1316. – Karlo IV. Luksemburški, car Svetog Rimskog Carstva († 1378.) - 1727. – Thomas Gainsborough, engleski rokoko slikar i grafičar († 1788.) - 1771. – Robert Owen, britanski društveni reformator,industrijalac i jedan od osnivača utopijskog socijalizma († 1858.) - 1897. – Roberto Bartini, hrvatski dizajner zrakoplova i znanstvenik († 1974.) - 1901. – René Strauwen, belgijski hokejaš na travi († 1960.) - 1922. – Franjo Tuđman, prvi hrvatski predsjednik († 1999.) - 1926. – Franko Winter, hrvatski političar († 1981.) - 1938. – Juraj Gracin, hrvatski talijanist i kroatist († 2021.) - 1943. – Jack Bruce, škotski skladatelj i pjevač - 1943. – Ólafur Ragnar Grímsson, peti predsjednik Islanda - 1944. – George Lucas, američki filmski redatelj - 1945. – Yochanan Vollach, izraelski nogometaš - 1950. – Veljko Barbieri, hrvatski gastronomski stručnjak i književnik - 1952. – Robert Zemeckis, američki filmski redatelj,producent i scenarist - 1953. – Norodom Sihamoni, kralj Kambodže - 1955. – Goran Moravček, hrvatski novinar i nakladnik - 1956. – Branko Vukšić, hrvatski novinar i političar - 1961. – Tim Roth, engleski glumac i redatelj - 1968. – Ranko Matasović, hrvatski jezikoslovac, keltist i indoeuropeist - 1969. – Cate Blanchett, australska glumica i kazališna redateljica - 1971. – Sofia Coppola, američka glumica,redateljica,scenaristica i producentica - 1973. – Giuliano, hrvatski pjevač - 1977. – Pusha T, američki reper i tekstopisac - 1980. – Zdeněk Grygera, češki nogometaš - 1982. – Ai Shibata, japanska plivačica - 1983. – Anahi, meksička glumica i pjevačica - 1983. – Uroš Slokar, slovenski profesionalni košarkaš - 1983. – Obiorah Odita, nigerijski nogometaš - 1984. – Mark Zuckerberg, američki računalni progamer, vlasnik-direktor i glavni kreator Facebooka - 1984. – Michael Rensing, njemački nogometni vratar - 1986. – Aljoša, umjetničko ime ukrajinske pop pjevačice Olene Kučer - 2003. – Karina Gükrer, turska glumica i dječji model | - 1576. – Tahmasp I., iranski šah (* 1514.) - 1610. – Henrik IV., francuski kralj (* 1553.) - 1643. – Luj XIII., kralj Francuske, francuski kralj (* 1601.) - 1881. – Mary Seacole, britansko-jamajkanska medicinska sestra (* 1805.) - 1899. – Lars Fredrik Nilson, švedski kemičar i otkrivač skandija (* 1840.) - 1912. – Fridrik VIII. Danski, danski kralj (* 1843.) - 1912. – August Strindberg, švedski književnik (* 1849.) - 1935. – Magnus Hirschfeld, njemački liječnik (* 1868.) - 1940. – Emma Goldman, američka politička aktivistica (* 1869.) - 1944. – Edel Quinn, irska katolička aktivistica (* 1907.) - 1954. – Heinz Guderian, nacistički vojni teoretičar i inovator (* 1888.) - 1974. – Ljubo Babić, hrvatski slikar, povjesničar umjetnosti i likovni pedagog (* 1890.) - 1979. – Jean Rhys, kreolska kniževnica (* 1890.) - 1987. – Rita Hayworth, američka glumica (* 1918.) - 1991. – Aladár Gerevich, mađarski mačevalac, 7-struki Olimpijski pobjednik (* 1910.) - 1995. – Zlatko Madunić, hrvatski kazališni i filmski glumac (* 1930.) - 1998. – Frank Sinatra, slavni američki glumac i pjevač (* 1915.) - 2000. – Zoja Dumengjić, hrvatska arhitektica (* 1904.) - 2003. – Wendy Hiller, britanska glumica (* 1912.) - 2015. – B. B. King, američki blues glazbenik (* 1925.) - 2019. – Tim Conway, američki glumac (* 1933.) |

## Blagdani i spomendani
- Dan grada Murskog Središća
- Dan državnosti u Izraelu